# Return Oriented Programming
Return Oriented Programming (ROP; deutsch rücksprungorientierte Programmierung) ist eine Technik zur Ausnutzung einer Sicherheitslücke, bei der der Angreifer den Aufrufstack so manipuliert, dass nach dem nächsten Rücksprungbefehl Maschinencode ausgeführt wird, der an dieser Stelle im Programm nicht vorgesehen war.
Weil sich der so erreichte Code bereits im als ausführbar markierten Speicher befindet, ist kein Schutz über ein gesetztes NX-Bit möglich.
Die Return-into-libc-Technik ist eine spezielle Implementierung des Return Oriented Programmings.